# No Wedding Bells

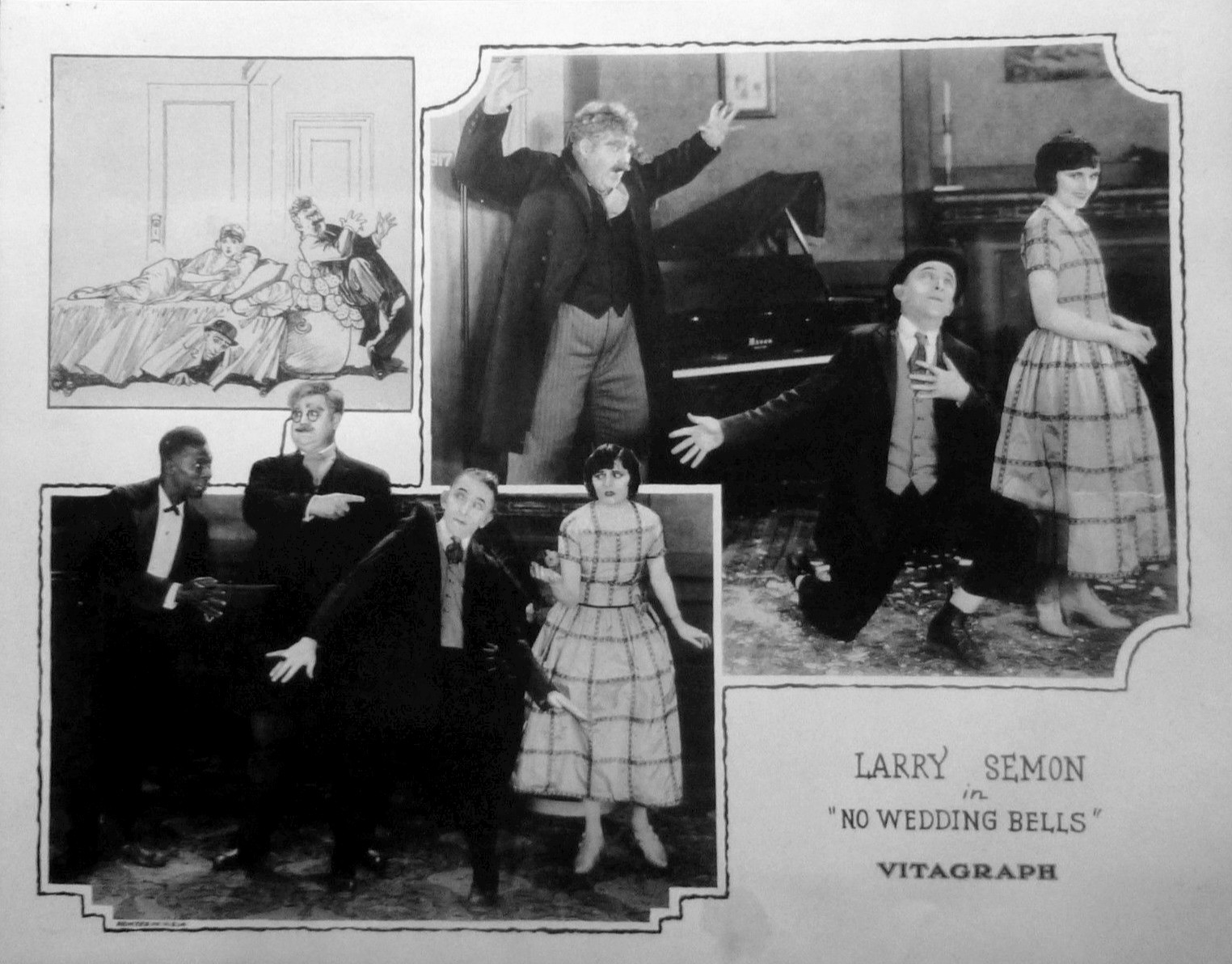
Annonce pour le film.

No Wedding Bells est un film américain réalisé par Mort Peebles et Larry Semon, et sorti en 1923.

## Synopsis
Dans un endroit secret près de la ville, un chinois prépare une potion qui met les personnes dans un état hypnotique. Il kidnappe Lucille et essaye la potion sur elle. Heureusement Larry vient à son secours.

## Fiche technique
- Réalisation : Mort Peebles et Larry Semon
- Scénario : Larry Semon
- Producteur : Larry Semon
- Photographie : Hans F. Koenekamp
- Production : Vitagraph Studios
- Pays de production :  États-Unis
- Durée : 2 bobines[2]
- Date de sortie :  janvier 1923

## Distribution
- Larry Semon : Larry
- Lucille Carlisle : la fille
- Oliver Hardy : le père de la fille
- Spencer Bell : le majordome
- Glen Cavender : An Irate Husband
- Kathleen Myers : (non créditée)